# USS Yorktown (CV-5)
Pour les articles homonymes, voir USS Yorktown.
L'USS Yorktown est un porte-avions de l'US Navy de la Seconde Guerre mondiale, premier de sa classe, qui fut coulé le 7 juin 1942 lors de la bataille de Midway.

## Historique
Troisième navire de guerre américain à porter ce nom, l'USS Yorktown est un porte-avions de 19 800 tonnes. Il porte le numéro de coque CV-5. Construit aux chantiers de Newport News, en Virginie, il est lancé le 4 avril 1936 et a pour marraine Anna Eleanor Roosevelt, l'épouse du 32e président des États-Unis. Il est déclaré opérationnel le 30 septembre 1937. Son 1er commandant est le capitaine de vaisseau Ernest D. McWhorter.
Une fois armé, le porte-avions part pour la zone d'entraînement de Virginia Capes, au large de la baie de Chesapeake, en janvier 1938, où il conduit les opérations de qualification de son nouveau groupe aéronaval.
À partir d'avril 1939, il opère dans les Caraïbes et dans l'Atlantique, puis les deux années suivantes dans le Pacifique. En mai 1941, le Yorktown retourne dans l'Atlantique, où il patrouille durant les mois précédant l'entrée en guerre des États-Unis contre les forces de l'Axe.

## La guerre

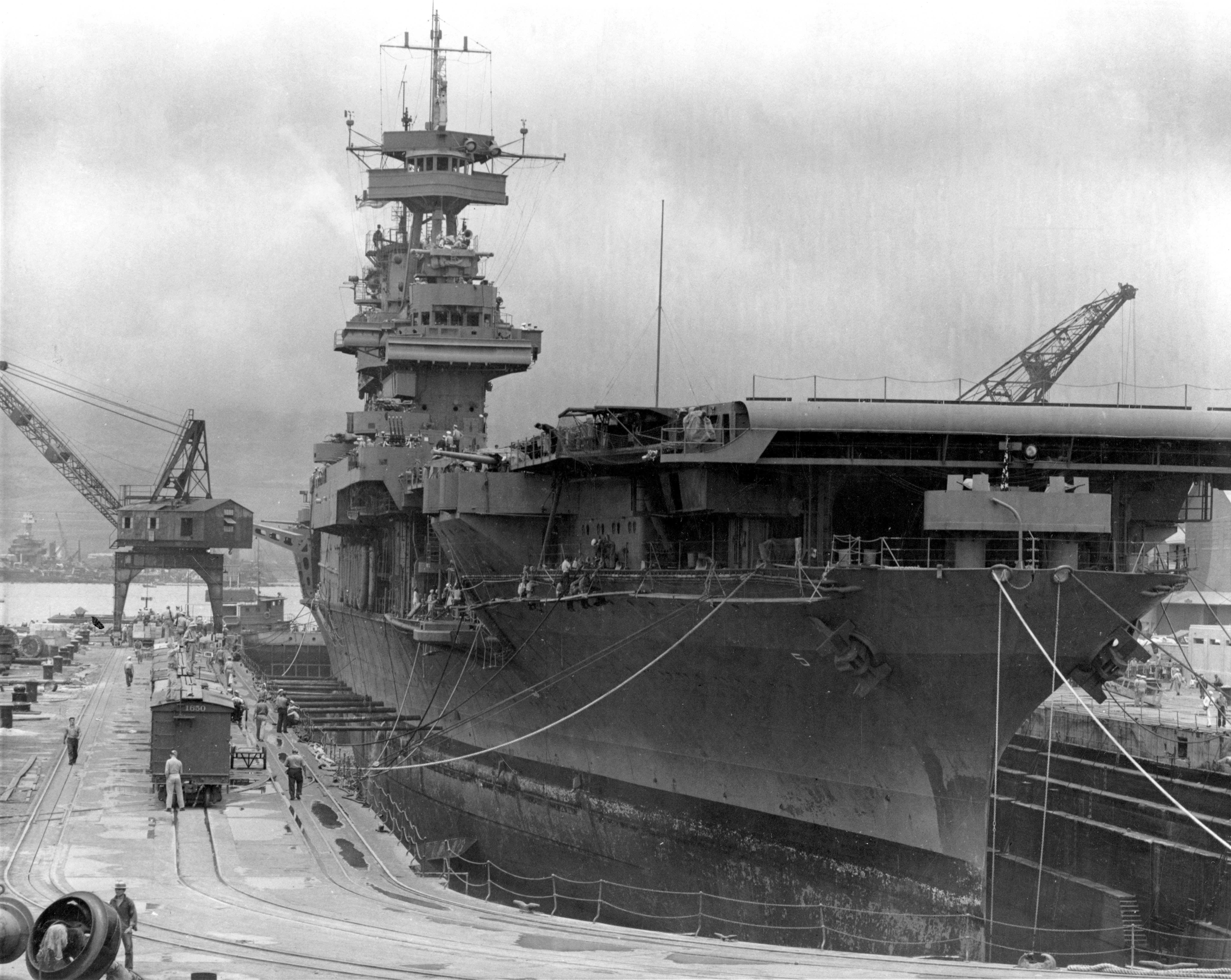
USS Yorktown au Pearl Harbor Naval Shipyard, le 29 Mai 1942

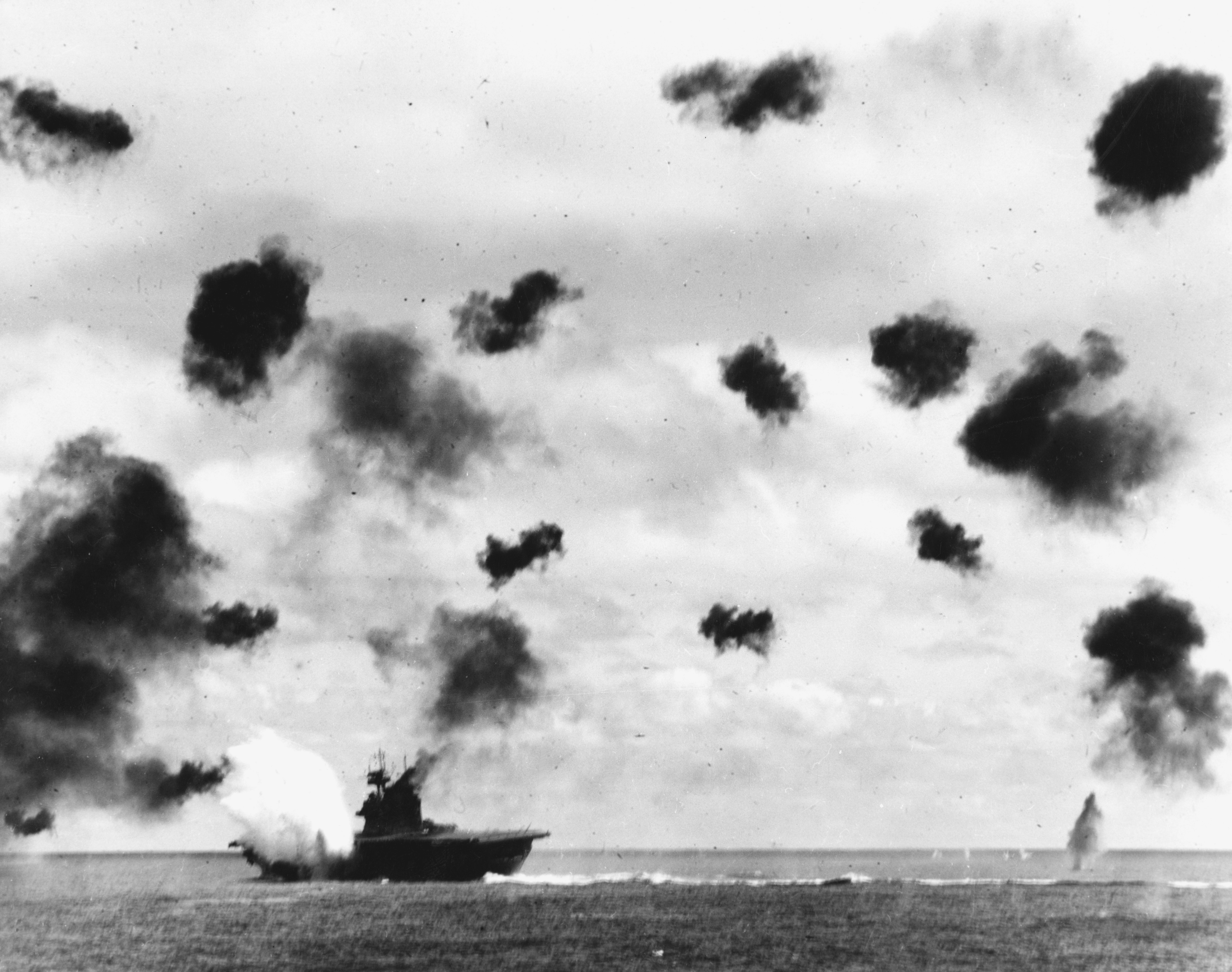
L'USS Yorktown touché par une torpille japonaise lancée par un Nakajima B5N le 4 juin 1942

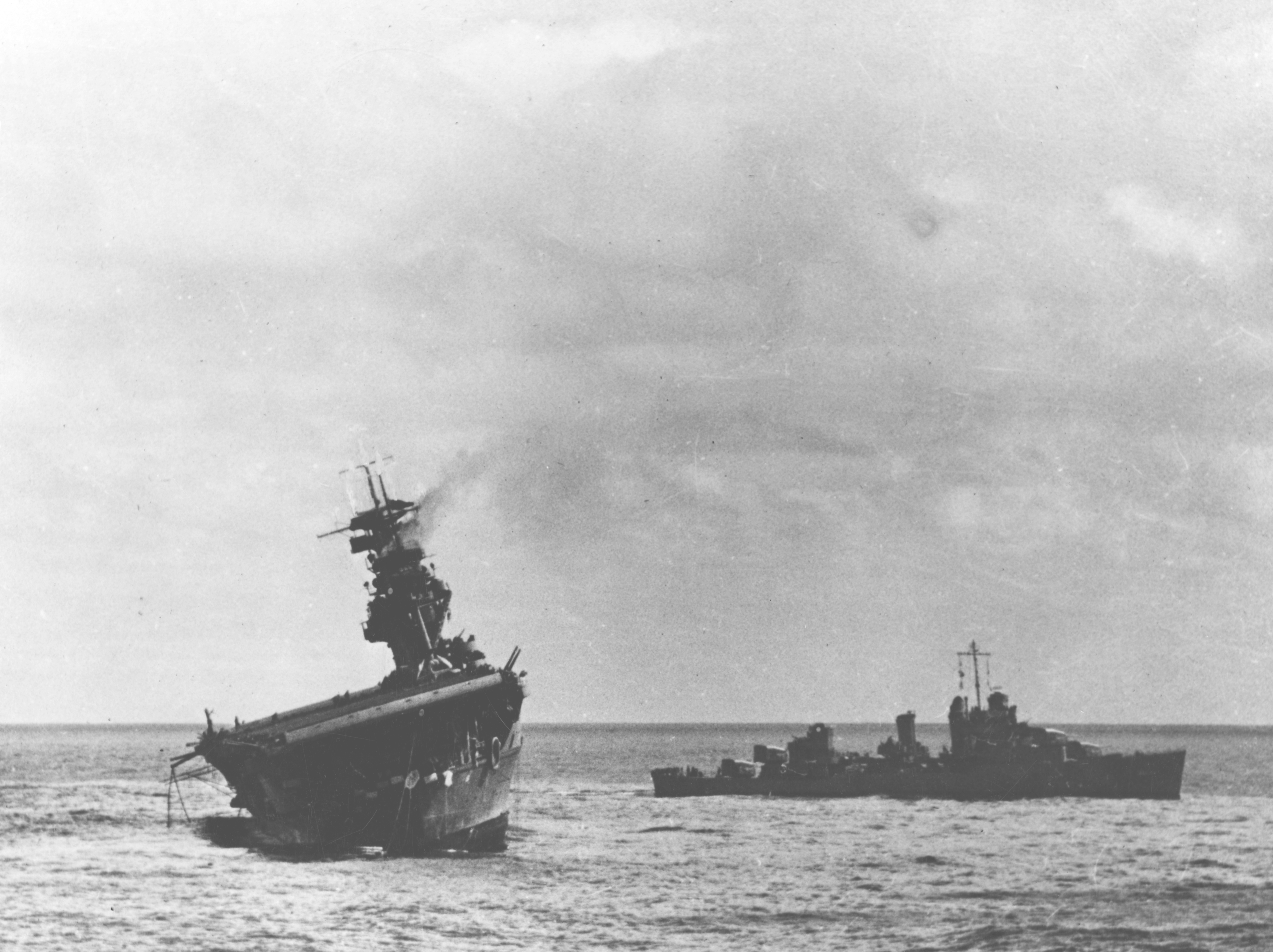
L'USS Yorktown, le 6 juin 1942, quelques heures avant son naufrage

Deux semaines après l'attaque japonaise à Pearl Harbor, le Yorktown transite par le Canal de Panama pour renforcer la flotte du Pacifique qui se trouve en mauvaise posture. Le premier combat du Yorktown aura lieu début février 1942, durant le Raid sur les îles Gilbert et Marshall au sein de la Task Force 17 en attaquant les atolls de Jaluit, Mili, et Makin. Tout de suite après, le porte-avions fait route vers le Pacifique Sud, où il participe à une série de raids et d'opérations dont le point culminant est la bataille de la mer de Corail au début du mois de mai. Le 8 mai 1942, durant cette bataille, les bombardiers en piqué SBD Dauntless et les avions torpilleurs TBD Devastator du Yorktown et du Lexington ont attaqué deux porte-avions japonais, le Shōhō – qui fut coulé – et le Shōkaku – qui fut gravement endommagé. Il fut bombardé par l'ennemi en retour, le centre du pont d'envol de l'USS Yorktown fut touché par une bombe de 250 kg antiblindage qui traversa quatre ponts avant d'exploser, causant de graves dégâts structurels au hangar et tuant 66 hommes. Jusqu'à 12 bombes ratèrent l'USS Yorktown mais tombèrent suffisamment près pour l'endommager sous la ligne de flottaison.
De rapides réparations à Pearl Harbor lui permettent de participer à la bataille de Midway, les 4, 5 et 6 juin 1942. Lors de cet épisode des campagnes du Pacifique, ses avions ont mis hors de combat le porte-avions Soryu et participé à la destruction du croiseur Mikuma ainsi qu'à celle du porte-avions Hiryu.
Ce sont pourtant des attaques successives des bombardiers et des avions lance-torpilles du Hiryu qui auront raison du Yorktown. Il sera abandonné dans l'après-midi du 4 juin. Deux jours plus tard, alors que des opérations de sauvetage sont en cours sur le bâtiment qui flotte toujours, le sous-marin japonais I-168 coule l'USS Hammann et endommage le porte-avions, qui sombre le 7 juin, à 7h01, peu après le lever du jour.
L'épave du Yorktown a été découverte et photographiée en mai 1998 par cinq mille mètres de fond, par l'océanographe Robert D. Ballard. Malgré les quelque 56 ans qu'elle a passés à cette grande profondeur (supérieure à celle à laquelle se trouve le Titanic), elle est extrêmement bien conservée.

## Caractéristiques
- Pont : bois

### Aéronefs
81/85 appareils :
- Grumman F4F Wildcat
- Douglas SBD Dauntless
- Douglas TBD Devastator

### Armement
- 8 pièces de 127 mm AA
- Canons multiples de 20 mm AA

## Décorations
L'USS Yorktown a reçu les décorations suivantes :
- American Defense Service Medal (agrafe « A » (en))
- American Campaign Medal
- Asiatic-Pacific Campaign Medal (avec trois étoiles)
- World War II Victory Medal

## Apparitions

### Bande dessinée
L'engagement du Yorktown au cours de la guerre du Pacifique est illustré dans les deux premiers albums de la série Buck Danny de Jean-Michel Charlier et Victor Hubinon.

### Cinéma
- Dans le film La Bataille de Midway de Jack Smight.
- Dans le film Midway de Roland Emmerich.

### Jeux vidéo
- Battlestations: Midway
- Heroes of the Pacific
- Azur lane
- World of Warships (Mise a jour du 11/01/2024, en acces anticipe)